# 富頓魚市場

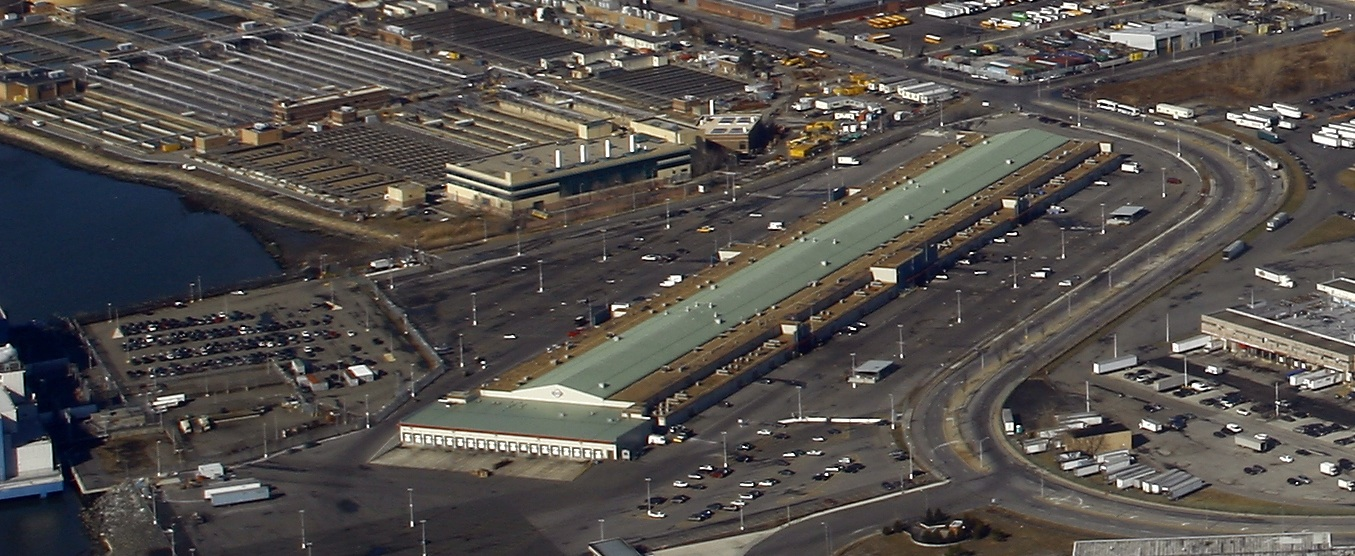
富頓魚市場

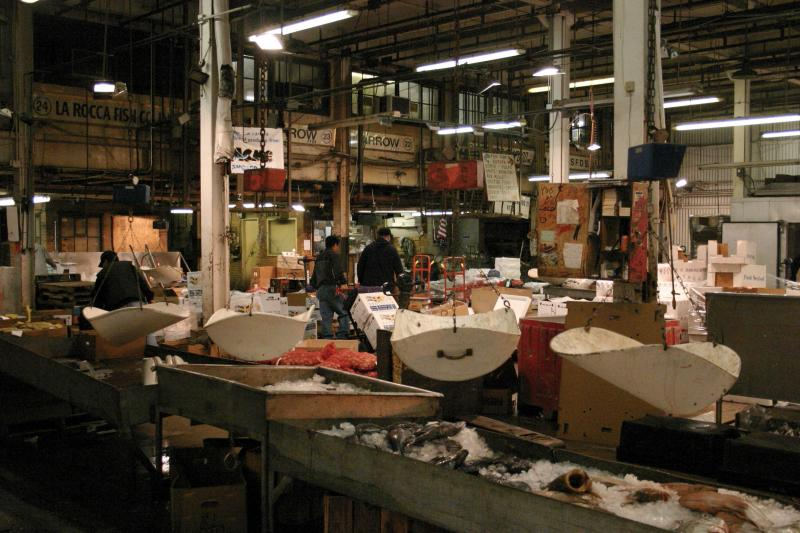
曼克頓市中心舊富頓魚市場的內部

40°48′18″N 73°52′41″W / 40.805°N 73.878°W
富頓魚市場（英語：Fulton Fish Market）是紐約市布朗克斯行政區裡Hunts Point的一個魚市場。它最初是富頓市場的一個側翼，建立於1822年，出售各種食品和農產品。 2005年11月，魚市場從位於曼克頓下城金融區的南街海港的歷史位置搬遷至布朗克斯Hunts Point的新址。
富頓魚市場在其原址183年的大部分時間裡，都是美國東岸最重要的魚市場。它於1822年開業，是大西洋彼岸漁船的目的地。到了1950年代，市場上的大部分魚都是透過貨車運輸進來的，而不是從碼頭卸貨。市場上的批發商隨後將魚賣給餐廳老闆和零售商，而這些餐廳老闆和零售商則會採購各種各樣的鮮魚。
富頓魚市場的價格是由美國政府追蹤和報告。在其原址，它是紐約最後幾個也是最重要的大型食品批發市場之一。它在1835年、1845年、1918年和1995年的大火災中倖存下來。在Hunts Point的新址，富頓魚市場合作社每天處理數百萬磅海鮮，年銷售額超過10億美元，規模僅次於東京的豐洲市場。

## 歷史

### 組織犯罪
在20世紀的大部分時間裡，該市場與一個或多個紐約黑手黨家族有聯繫。1988年，美國檢察官辦公室根據聯邦敲詐勒索法提起訴訟，要求任命一名受託人來管理該市場。受託人確實被任命了，但他對有組織犯罪的影響只有很有限的約束程度。自2001年以來，該市場一直受到紐約市商業誠信委員會的監管，旨在消除有組織犯罪的影響力。

## 外部連結
- 官方网站
- Up at Lou's Fish, 2005 documentary with limited distribution, following the lives of the Fish Market community as they prepared for their relocation to Hunt's Point in the Bronx. Directed by Corinna Mantlo and Alex Brook Lynn.